# Walckenaeria coniceps
Walckenaeria coniceps är en spindelart som beskrevs av Thaler 1996. Walckenaeria coniceps ingår i släktet Walckenaeria och familjen täckvävarspindlar.
Artens utbredningsområde är Grekland. Inga underarter finns listade i Catalogue of Life.